# Čemeřicovité
Čemeřicovité (Helleboraceae) je bývalá čeleď vyšších dvouděložných rostlin z řádu pryskyřníkotvarých.
Podle nového taxonomického systému APG III je tato čeleď zrušena a její rody jsou přesunuty do čeledi pryskyřníkovitých.

## Rody
Do čeledi čemeřicovitých se řadí přibližně 30 rodů, vyskytujících se převážně v mírném pásmu severní polokoule. V mírném pásmu jižní polokoule se vyskytují také, ale mnohem vzácněji.
V následujícím seznamu jsou uvedeny rody, jejichž zástupci se vyskytují na území České republiky:
- Blatouch – (Caltha)
- Čemeřice – (Helleborus)
- Černucha – (Nigella)
- Oměj – (Aconitum)
- Orlíček – (Aquilegia)
- Ostrožka – (Consolida)
- Ploštičník – (Cimicifuga)
- Samorostlík – (Actaea)
- Stračka – (Delphinium)
- Talovín – (Eranthis)
- Upolín – (Trollius)
- Zapalice – (Isopyrum)